# Muzeum maškar
Muzeum milevských maškar se nachází v Milevsku, v okrese Písek v Jihočeském kraji. Je jediným muzeem v Česku, které se zaměřuje na dějiny zdejší národopisné tradice – masopustních průvodů. Muzeum bylo otevřeno v roce 2017, a to právě v návaznosti na dlouholetou tradici maškarního průvodu v Milevsku. Sídlí společně s Turistickým informačním centrem Milevsko na náměstí Edvarda Beneše.

## Expozice
V muzeu se nachází kolekce tradičních masek až z časů první republiky a v malém kinosálu se promítají dokumentární i současné záběry z masopustních průvodů. Nachází se zde i výtvarná dílna určená malým návštěvníkům, s možností výroby vlastní masky. Pravidelně zde probíhají různé akce pro děti i dospělé.
Milevské maškary mají dlouholetou tradici již od roku 1862. V Milevsku se u této příležitosti konal veselý průvod, jehož hlavní postavou byl Bakus a postupně se průvod rozrůstal a zvětšoval. Jedinečnost Milevských maškar spočívá v tom, že jde o městský masopustní průvod, podobná tradice v jiných lokalitách je v naprosté většině záležitostí vesnickou. Milevské maškary jsou zapsány na Seznamu nemateriálních statků tradiční lidové kultury České republiky.